# Kassai II. járás

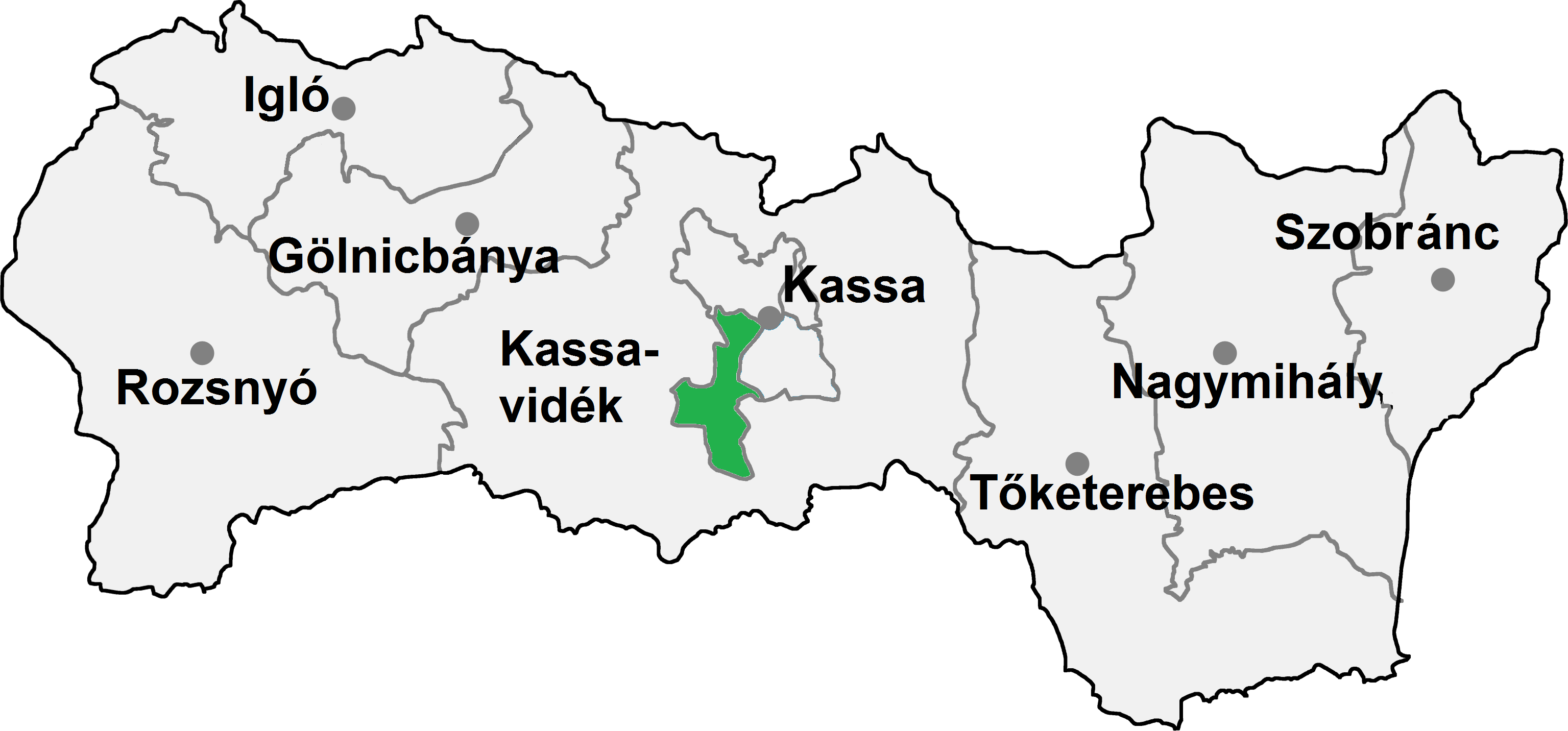
A Kassai II. járás fekvése a Kassai kerületen belül

A Kassai II. járás (szlovákul Okres Košice II.) Szlovákia Kassai kerületének közigazgatási egysége. Területe 81 km², lakosainak száma 79 850 (2001), székhelye Kassa (Košice). 

## Népessége
| Év:            | 1994.  | 2004.   | 2014.   | 2024.   |
| -------------- | ------ | ------- | ------- | ------- |
| Emberek száma: | 82 110 | 79 934  | 82 479  | 77 914  |
| Eltérés:       |        | -2,65 % | +3,18 % | -5,53 % |

| Év:            | 2023.  | 2024.   |
| -------------- | ------ | ------- |
| Emberek száma: | 78 385 | 77 914  |
| Eltérés:       |        | -0,60 % |

## A Kassai II. járás települései
(Zárójelben a szlovák név szerepel.)
- Kassa-Nyugat (Západ)
- KVP lakótelep (Sídlisko KVP)
- Luník IX
- Miszlóka (Myslava)
- Peres (Pereš)
- Pólyi (Poľov)
- Saca (Šaca)
- Szentlőrincke (Lorinčík)